# Hrunyky
Hrunyky (ukr. Груники) – wieś na Ukrainie, w obwodzie zakarpackim, w rejonie tiaczowskim, w hromadzie Uhla. W 2001 liczyła 1416 mieszkańców, spośród których 1413 wskazało jako ojczysty język ukraiński, a 3 rosyjski.